# 宋树友
宋树友（？—），男，汉族，中华人民共和国政治人物，曾任中央纪委驻农业部纪检组组长，中华人民共和国农业部副部长。